# العلاقات النمساوية السورينامية
العلاقات النمساوية السورينامية هي العلاقات الثنائية التي تجمع بين النمسا وسورينام.

## مقارنة بين البلدين
هذه مقارنة عامة ومرجعية للدولتين:
| وجه المقارنة                                              | النمسا                                                    | سورينام                        |
| --------------------------------------------------------- | --------------------------------------------------------- | ------------------------------ |
| المساحة (كم2)                                             | 83.86 ألف                                                 | 163.27 ألف                     |
| عدد السكان (نسمة)                                         | 8.81 مليون                                                | 563.40 ألف                     |
| الكثافة السكانية (ن./كم²)                                 | 105.06                                                    | 3.45                           |
| العاصمة                                                   | فيينا                                                     | باراماريبو                     |
| اللغة الرسمية                                             | اللغة الألمانية، لغة الإشارة النمساوية ‏                   | اللغة الهولندية                |
| العملة                                                    | يورو، شلن نمساوي، رايخ مارك، شلن نمساوي                   | دولار سورينامي، غيلدر سورينامي |
| الناتج المحلي الإجمالي (بليون دولار)                      | 416.60 مليار                                              | 3.32 مليار                     |
| الناتج المحلي الإجمالي (تعادل القوة الشرائية) بليون دولار | 426.99 مليار                                              | 9.07 مليار                     |
| الناتج المحلي الإجمالي الاسمي للفرد دولار أمريكي          | 43.77 ألف                                                 | 9.48 ألف                       |
| الناتج المحلي الإجمالي للفرد دولار أمريكي                 | 47.68 ألف                                                 | 16.64 ألف                      |
| مؤشر التنمية البشرية                                      | 0.885                                                     | 0.714                          |
| رمز المكالمات الدولي                                      | +43                                                       | +597                           |
| رمز الإنترنت                                              | .at                                                       | .sr                            |
| المنطقة الزمنية                                           | توقيت وسط أوروبا، ت ع م+01:00، ت ع م+02:00، أوروبا/فيينا ‏ | 00                             |

## منظمات دولية مشتركة
يشترك البلدان في عضوية مجموعة من المنظمات الدولية، منها:
| علم المنظمة | اسم المنظمة                        | تاريخ انضمام النمسا | تاريخ انضمام سورينام |
| ----------- | ---------------------------------- | ------------------- | -------------------- |
|             | يونسكو                             | 13 أغسطس 1948       | 16 يوليو 1976        |
|             | وكالة ضمان الاستثمار متعدد الأطراف | 16 ديسمبر 1997      | 2 يوليو 2003         |
|             | الأمم المتحدة                      | 14 ديسمبر 1955      | 4 ديسمبر 1975        |
|             | الاتحاد البريدي العالمي            | ?                   | ?                    |
|             | البنك الدولي للإنشاء والتعمير      | 27 أغسطس 1948       | 27 يونيو 1978        |
|             | الاتحاد الدولي للاتصالات           | 1866                | 15 يوليو 1976        |
|             | منظمة حظر الأسلحة الكيميائية       | ?                   | ?                    |
|             | مؤسسة التمويل الدولية              | 28 سبتمبر 1956      | 1 سبتمبر 2011        |
|             | منظمة التجارة العالمية             | ?                   | ?                    |
|             | منظمة الشرطة الجنائية الدولية      | ?                   | ?                    |

## وصلات خارجية
- موقع وزارة الخارجية النمساوية
- موقع وزارة الخارجية السورينامية